# El Acil
El Acil en arabe, الأصيل, L'Authentique en français, est un quotidien algérien en langue française fondé par EURL Inter-med-info à Constantine. Il couvre l'actualité du Constantinois, la région située au nord-est de l'Algérie. Sa ligne éditoriale est de gauche ou de centre gauche, selon le spectre politique Algérien habituellement utilisé. 

## Historique
Fondation:  1992

## Tirage
Tirage : 50 300 exemplaires en 1993. 
Aujourd'hui[Quand ?], ce journal ne dépasse guère les 5 000 exemplaires.